# Fraxinus paxiana
Fraxinus paxiana — вид квіткових рослин з родини маслинових (Oleaceae).

## Опис
Це дерево до 20 метрів у висоту. Гілочки майже 4-кутні, від голих до запушених. Листки 25–35 см; листкові ніжки 5–10 см; листочків 7–9; листочкові ніжки 0–2 мм; листочкові пластинки від ланцетної до яйцювато-довгастої форми, 5–18 × 2–6 см, голі чи ворсинчасті вздовж жилок абаксіально (низ), край городчастий, верхівка загострена. Волоті кінцеві та бічні, 8–20 см, нещільні. Квітки багатодомні, з'являються після листя. Чашечка чашеподібна, плівчаста, 1–1.5 мм; зуби усічені чи широко дельтовані. Віночок білий; частки лінійно-лопатоподібні, ≈ 3 мм. Тичинки тичинкових квіток дорівнюють або трохи довші за частки віночка, у двостатевих — перевищують частки віночка. Самара лінійно-лопатоподібна, 25–30 × ≈ 4 мм. Квітне в травні — липні, плодить у вересні — жовтні.

## Поширення
Ареал: Бутан; Китай (Шеньсі, Хунань, Хубей); Індія (Ассам).
Росте на висотах від 400 до 1100 метрів. Це лісовий вид як схилів, так і долин.

## Використання
Немає інформації про використання та торгівлю цим видом.